# Sigurgeir Sigurðsson
Sigurgeir Sigurðsson (* 3. August 1890 in Eyrarbakki; † 13. Oktober 1953 in Reykjavík) war ein isländischer evangelisch-lutherischer Theologe. Von 1939 bis 1953 war er Bischof von Island. Er war der Vater von Bischof Pétur Sigurgeirsson, einem späteren Nachfolger.

## Leben
Sigurgeir Sigurðsson wurde am 3. August 1890 in Eyrarbakki, Island, geboren. Seine Eltern waren Sigurður Eiríksson und Svanhildur Sigurðardóttir. Er wurde ab 1913 in Reykjavík ausgebildet und machte im Februar 1917 seinen Abschluss in Theologie an der Universität von Island. Von 1917 bis 1918 diente er als Assistent des Pfarrers Magnús Jónsson in Ísafjörður und wurde am 7. Oktober im Dom zu Reykjavík von Bischof Jón Helgason ordiniert. Im Jahr 1918 wurde er Pfarrer von Ísafjörður. Im Jahr 1928 ging er zum Studium nach Dänemark und Deutschland. Im Winter 1937 und 1938 reiste er nach London, Cambridge und Oxford.
Sigurgeir Sigurðsson wurde 1938 zum Bischof von Island gewählt und am 25. Juni 1939 zum Bischof ordiniert. Er unternahm zahlreiche Reisen und vertrat Island bei auf Treffen und Versammlungen in der ganzen Welt. Außerdem erhielt er zahlreiche Auszeichnungen für seine Arbeit. Er engagierte sich aktiv im Kampf Islands für die Abspaltung von der dänischen Krone, die am 17. Juni 1944  erfolgte.
Seine Frau war Guðrún Pétursdóttir aus Seltjarnarnes. Sein Sohn Pétur Sigurgeirsson war später ebenfalls Bischof von Island.
Er starb am 13. Oktober 1953.